# コリン・ウィルソン (プロデューサー)
コリン・ウィルソン（Colin Wilson、1961年6月13日 - ）は、アメリカ合衆国の映画プロデューサーである。『宇宙戦争』、『ジュラシック・パーク』、『ジョン・カーター』、『アバター』などにクレジットされている。

## 主なフィルモグラフィ
- キャスパー Casper (1995) 製作
- ロスト・ワールド/ジュラシック・パーク The Lost World: Jurassic Park (1997) 製作
- アミスタッド Amistad (1997) 製作
- スモール・ソルジャーズ Small Soldiers (1998) 製作
- ホーンティング The Haunting (1999) 製作
- トゥームレイダー Lara Croft: Tomb Raider (2001) 製作
- ターミネーター3 Terminator 3: Rise of the Machines (2003) 製作
- トロイ Troy (2004) 製作
- 宇宙戦争 War of the Worlds (2005) 製作
- ミュンヘン Munich (2005) 製作
- アバター Avatar (2009) 製作総指揮
- ジョン・カーター John Carter (2012) 製作
- ゼロ・ダーク・サーティ Zero Dark Thirty (2012) 製作総指揮
- ペレ 伝説の誕生 Pele: Birth of a Legend (2016) 製作
- スーサイド・スクワッド Suicide Squad (2016) 製作総指揮
- デトロイト Detroit (2017) 製作
- ザ・シークレットマン Mark Felt: The Man Who Brought Down the White House (2017) 製作総指揮
- MEG ザ・モンスター The Meg (2018) 製作
- マンダロリアン The Mandalorian (2019) 製作総指揮